# Associação de Futebol das Ilhas Virgens Britânicas
A Associação de Futebol das Ilhas Virgens Britânicas (em inglês: British Virgin Islands Football Association, ou BVIFA) é o orgão dirigente do futebol nas Ilhas Virgens Britânicas. Ela é a responsável pela organização dos campeonatos disputados no país, bem como da Seleção Nacional.